# Tiro ai Giochi della XXXI Olimpiade - Pistola 50 metri maschile
La gara di pistola 50 metri maschile dei Giochi della XXXI Olimpiade si è svolta il 10 agosto 2016. Hanno partecipato 41 atleti provenienti da 29 diverse nazioni.